# Amblyeleotris

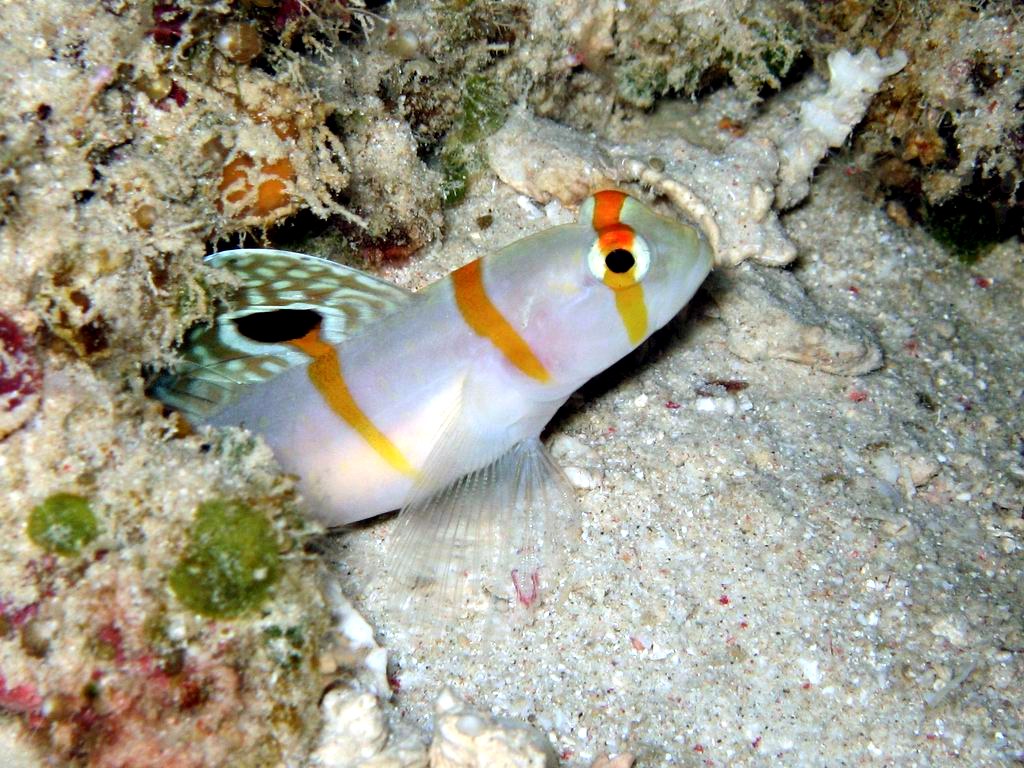
Amblyeleotris randalli

Az Amblyeleotris a sugarasúszójú halak (Actinopterygii) osztályának sügéralakúak (Perciformes) rendjébe, ezen belül a gébfélék (Gobiidae) családjába és a Gobiinae alcsaládjába tartozó nem.

## Rendszerezés
A nembe az alábbi 38 faj tartozik:
- Amblyeleotris arcupinna Mohlmann & Munday, 1999
- Amblyeleotris aurora (Polunin & Lubbock, 1977)
- Amblyeleotris bellicauda Randall, 2004
- Amblyeleotris biguttata Randall, 2004
- Amblyeleotris bleekeri Chen, Shao & Chen, 2006
- Amblyeleotris callopareia Polunin & Lubbock, 1979
- Amblyeleotris cephalotaenius (Ni, 1989)
- Amblyeleotris delicatulus Smith, 1958
- sávos őrgéb (Amblyeleotris diagonalis) Polunin & Lubbock, 1979
- Amblyeleotris downingi Randall, 1994
- Amblyeleotris ellipse Randall, 2004
- Amblyeleotris fasciata (Herre, 1953)
- Amblyeleotris fontanesii (Bleeker, 1853)
- Amblyeleotris guttata (Fowler, 1938)
- Amblyeleotris gymnocephala (Bleeker, 1853)
- Amblyeleotris harrisorum Mohlmann & Randall, 2002
- Amblyeleotris japonica Takagi, 1957
- Amblyeleotris latifasciata Polunin & Lubbock, 1979
- Amblyeleotris macronema Polunin & Lubbock, 1979
- Amblyeleotris marquesas Mohlmann & Randall, 2002
- Amblyeleotris masuii Aonuma & Yoshino, 1996
- Amblyeleotris melanocephala Aonuma, Iwata & Yoshino, 2000
- Amblyeleotris morishitai Senou & Aonuma, 2007
- Amblyeleotris neglecta Jaafar & Randall, 2009
- Amblyeleotris neumanni Randall & Earle, 2006
- Amblyeleotris novaecaledoniae Goren, 1981
- Amblyeleotris ogasawarensis Yanagisawa, 1978
- Amblyeleotris periophthalma (Bleeker, 1853) - típusfaj
- Amblyeleotris randalli Hoese & Steene, 1978
- Amblyeleotris rhyax Polunin & Lubbock, 1979
- Amblyeleotris rubrimarginata Mohlmann & Randall, 2002
- Amblyeleotris steinitzi (Klausewitz, 1974)
- Amblyeleotris stenotaeniata Randall, 2004
- Amblyeleotris sungami (Klausewitz, 1969)
- Amblyeleotris taipinensis Chen, Shao & Chen, 2006
- Amblyeleotris triguttata Randall, 1994
- pompás géb (Amblyeleotris wheeleri) (Polunin & Lubbock, 1977)
- Amblyeleotris yanoi Aonuma & Yoshino, 1996